# 堀江りほ
堀江 りほ（ほりえ りほ、1994年10月11日 - ）は、日本のグラビアモデル、パチンコタレント。元ライブアイドル。女性アイドルグループ「sherbetNEO」の元メンバー。愛称はりほりん。千葉県出身。ミス週刊実話 2020グランプリ受賞。フリー。

## 経歴
大学卒業後、OL（銀行員→不動産営業→広告営業）を務める傍ら、グラビア活動を本格化させる。2020年9月、三代目 ミス週刊実話のオーディションに挑戦し、グランプリを獲得。グラビアアイドルとして芸能界デビューを果たす。
2021年6月、合同会社DMM.comを退職し、株式会社リップ（R･I･P inc.）に所属する。
2021年6月19日に女性アイドルグループ「sherbet」の妹分として結成された「sherbetNEO」の候補生として活動開始（sherbet・青山ひかる生誕祭／新宿アルタKeyStudioにてお披露目）。候補生は2チーム制で、B-teamに所属。2021年8月2日に正式メンバーに昇格する。担当カラーは、大好きな沖縄の海をイメージさせる水色。
山形県で遊技場を経営する『竹原グループ』の山形3店舗応援サポーターに2022年7月1日に就任。予てより夢の一つとして語っていた『パチンコ屋さんのイメージガールになりたい』が叶った。
もう一つの夢と語っていた念願の1st DVD（イメージビデオ、竹書房）が2022年10月21日に発売され、竹書房公式アイドル学園にて『週間売上ランキング1位』を二週続けて記録した。DMM通販『2022年年間アイドルDVDランキング ベスト100』の年間19位にランクインした。
元銀行員の経験と知識を生かした金融関係（ファイナンシャル）のお仕事として、Business Journal『人生を変えるお金の授業』が2022年11月1日に開講。講座の中でFP3級の受験を公表した。
2023年1月9日に所属グループの活動終了を受けて、sherbetNEOを卒業した。
2023年7月1日に777パチガブ（サミーネットワークス）への所属を公表。自身初の冠番組『堀江りほのり・ほりっく』が始まった。
2023年11月29日に2nd DVD『本気』（イメージビデオ、スパイスビジュアル）が発売された。12月1日に大手動画配信サイト（DMM TV、ソクミル）にてデーリー売上げ第1位を獲得した。12月3日に大手動画配信サイト（ソクミル）にて週間売上げ第1位を獲得した
2025年6月末日 株式会社リップ（R･I･P inc.）、777パチガブ（サミーネットワークス）から離れてフリー。

## 人物
茶髪で童顔。イメージとしては清楚系、むちむちを推しながらグラビア活動中。
芸名ほりえりほが、上から読んでも下から読んでも「ほりえりほ」と、回文になっている。
自己紹介のキャッチフレーズは、「グラドル界のむちむちギャンブラー りほりんこと堀江りほです」（2021年10月～）。
ファンたちを自分も含めてFamilyと呼び慈しみ、ファンたちの総称としてりほ～ずを用いている。
趣味は、海（サーフィン・海水浴）、ギャンブル（パチンコ、パチスロ、競輪、競艇）、他（投資、温泉、廃墟巡り）。
特技は、水泳・水球・SUP 元水泳Jr.オリンピック選手。

## DVD・グラビア

### DVD
- むっちりほ（2022年10月21日 竹書房）[参照 1][13][14]
- 本気（2023年11月29日 スパイスビジュアル）[参照 4]

### 写真集（グラビア）

#### 紙媒体
- AZ VILLAGE（#01）堀江りほ（2020年12月31日 アイドルビレッジ）共演：辻七瀬 [参照 5]※在庫切れ（2022年2月24日現在）
- グラビアプレス Vol.4（2022年10月13日 グラビアプレス編集部）共演：乙陽葵・ダリちゅーる・竹川由華・爽香 [参照 6][25]

#### 電子書籍
- ビキニ☆ガールズ! Kindle版（2021年 PMW INC.）[参照 7]
- グラビアポーズ360° Kindle版（2021年 PMW INC.）[参照 8]
- グラビアプレス Vol.4（2022年10月28日 - 11月10日 グラビアプレス編集部）電子書籍版[参照 9]
- ラブポップグラビア 堀江りほ Vol.01 - 05（2023年2月24日 - 5月3日 ラブポップ）[参照 10]
  - 405枚収録 堀江りほ Complete Box（2024年8月9日 DMMブックス）[参照 11]
- 週刊GIRLS-PEDIA019 堀江りほ（2023年6月1日 週刊GIRLS-PEDIA）[参照 12]
- 週末グラビア 2.5次元美女図鑑 堀江りほ×猿山秀人（2023年10月25日 MOMENT Powered by 日刊ゲンダイ）[参照 13][26]
- Muscle Plump Drive Dates（2023年12月26日 DA Publishing）[参照 14]

### Webコンテンツ

#### グラビア
- ラブポップグラビア デジタル写真集（2022年3月18日 - 5月25日 ラブポップ）※有料[参照 15]
- 週刊GIRLS-PEDIA デジタル写真集（2022年11月09日 週刊GIRLS-PEDIA）※有料[参照 16]

#### グッズ
- sherbet（シャーベット）オフィシャルオンラインストア 堀江りほ（随時）[参照 17]
- WitLiveコレクション 堀江りほ（随時）[参照 18]

### 雑誌（グラビア）
こちらは「グラビア作品」が主体のもの。#雑誌（総合）は「本人の紹介や記事が中心」なもの。
- 週刊実話ザ・タブー（No.144 日本ジャーナル出版 2021年2月24日発売）グラビア『堀江りほ』[27]
- FLASH（No.1599 光文社 2021年4月6日発売）袋とじ8P『DMM正社員 まさかの裸身 堀江りほ』[28]
- COMICスロマンV（ガイドワークス）
  - （Vol.18 2022年3月11日発売）センターグラビア8P『過激に 爆ぜる（はぜる）』[29]
  - （Vol.31 2024年6月11日発売）センターグラビア7P『SEXY PHOTO RUSH』[30]
- 週刊実話ザ・タブー（No.166 日本ジャーナル出版 2022年9月28日発売）グラビア『むっちりほ 堀江りほ』[31]
- 実話ナックルズウルトラ（Vol.22 大洋図書 2022年9月29日発売）グラビア『濃厚BDOYの穫祭』[32]
- 実話BUNKA超タブー（2022年11月号 コアマガジン 2022年9月30日発売）グラビア『秋の森林浴』[33]
- 週刊実話（'22 No.40 日本ジャーナル出版 2022年10月13日発売）カラーグラビア『堀江りほ　夢見るＦ乳』[34]
- MEN'S DVD（2023年1月号 三和出版 2022年11月29日発売）取りおろしグラビア『君のカラダに全額ベット!!』[35]
- グラドル名鑑2023（東京Lily 2023年3月29日発売）『まるいオシリ推し！』[36]
- 北川アイドル写真館[Webメディア]（2023年1月21日、ヤンチャンWeb）[参照 19]
- 金のEX DVD DX（vol.3 2024年3月21日発売 大洋図書）表紙・グラビア[37]
- COMICパチマン（vol.28 2024年10月3日発売 ガイドワークス）表紙・グラビア[38][参照 20]

## エンターテインメント

### テレビ
パチンコ関連は#テレビ（パチンコ・パチスロ）へ掲載
- カイモノラボ（2023年4月15日 - 4月30日 TBSテレビ）カイモ二スタ『SIXPADパワースーツアブス』[参照 21]

### CM･PV
- GAPOLI×RIP バベルのメダルタワーW! (2023年7月11日 - 8月8日 GAPOLI）TVスポット&WebCM[参照 22]
- ノイズキャンセリングイヤホン Wellph（2024年1月5日 - ダイコク電機）WebCM[参照 23]

### ラジオ
- sherbetNEOの＃ねおらじ（2021年7月7日 - 12月29日 FM FUJI 全26回）※毎回選抜メンバーで収録・放送

### 雑誌（総合）
こちらの雑誌は「本人の紹介や記事が中心」なもの。#写真集（グラビア）は「グラビア作品」が主体のもの。
元所属グループsherbetNEO#雑誌も参照のこと。
- SPA!（2019年11月5日・12日合併号 扶桑社 2019年10月29日発売）モテおじコンサル塾[39]
- 週刊実話（'20 No.33 日本ジャーナル出版 2020年8月27日発売）「第3回ミス週刊実話WJガールオーディション」決勝ラウンド[40]
- 週刊実話（720 No.40 日本ジャーナル出版 2020年10月15日発売）第3回週刊実話WJガールのグランプリが決定！[41]
- サンスポ[webメディア]（不定期、サンケイスポーツ）【WEEKDAYはグラドル日記】No.349[5] No.542[6] No.750[42] No.808[43] No.1063[44]
- FLASHスペシャル（グラビアBEST 2021年TOP水着総登場号 光文社 2021年9月10日発売）『トレンディエンジェル たかし × キクチウソツカナイ。 最旬！グラビア予報』[45]
- clicccar [Webメディア]（2022年5月12日～ 三栄書房）【注目モデルでドライブデート？】Vol.126[46] Vol.127[47] Vol.130[48] Vol.131[49]
- EX MAX! Special（エキサイティングマックス!スペシャル）（vol.172 文友舎 2022年7月11日発売）柚乃花のグラビア写真道（誌面と附属DVDとの連動企画）[50]
- EX MAX!（エキサイティングマックス!）（No.180 文友舎 2022年9月26日発売）出張!!足ツボ大陸（誌面と附属DVDとの連動企画）[51]（No.181 2022年10月26日発売）フィルムカメラを趣味にする[52]
- ドカント［男性向け求人情報誌］（vol.242 ドカント 2022年10月15日発売）早耳！エンタメ・インタビュー!! 582[53]
- 週刊アスキー［webメディア］（角川アスキー総合研究所 2024年1月23日発行号）「妄想しながら楽しんでほしい」 堀江りほの2nd DVDは、個人撮影会に来るファンとの物語[54]
- 金のEX DVD（Vol.21 大洋図書 2024年08月17日発売）Youtube『堀江のりほちゃん』紹介記事[55]

### ファイナンシャル（金融関係）
- FP3級取得と人生を変えるお金の授業（2022年11月1日 Business Journal 全8回 ※初回無料）[参照 2][15] 講師：頼藤太希、生徒兼MC：堀江りほ
- FX投資（2023年7月24日 - 12月19日 堀江のりほチャン内）[参照 24]
- りほちゃんのまったりFX投資報告会（2023年9月23日 - 12月19日 FOREX.com）[60]

### Youtubeチャンネル
元所属グループsherbetNEO#出演の項も参照のこと。
- 堀江のりほチャン（個人チャンネル）
- シャベチャン【sherbetchannel】（事務所チャンネル 2021年08月02日 - 2023年1月9日）[参照 25]
- チャリップCH（事務所チャンネル）※初代 チャリップクィーン[注釈 4]を戴冠した（2022年2月18日）[61]。
- 週刊実話WJ Girls チャンネル（週刊実話#ミス週刊実話WJガールズ）[参照 26]
- やらかし先生 （2021年10月22日 - 2022年1月3日 番組MC）[参照 27]
- GAPOLI_official （2023年3月29日 - 出演中 GAPOLI）[参照 28]

### その他
- 映画 37セカンズ（2020年 配給：エレファントハイス、ラビットハウス、配信：Netflix）モブ[注釈 5]
- 東京モーターサイクルショー（2023年3月24 - 26日）『バイクセンサー』ブースにてイベントコンパニオン[参照 29]

### ライブ（sherbetNEO）
本人が出演した主な物を記載。元所属グループsherbetNEOも参照のこと。
- お披露目ライブ（2021年6月19日、新宿アルタKeyStudio）[10]青山ひかる生誕祭2021にて（B-team 『恋人岬』歌唱）
- 関ケ原 IDOL WARS 2021（三日目：2021年7月25日 Aichi Sky Expo）※sherbetNEO候補生の選抜メンバーとして参加[参照 31]
- sherbet ワンマンツアー「Crystal Memories」ツアーファイナル（2021年9月18日 品川ステラボール）[参照 32]
- sherbetNEO・Can-on! 2マンLIVE x 3人合同生誕祭（2021年10月18日、TwinBox秋葉原）人生初となる生誕祭が催された[62]。
- sherbetNEO 1st. ワンマンライブ～oNe～（2022年2月27日、代々木MUSEモード音楽院本館）[参照 33]
- 山中湖遠征2022（アイドル甲子園 FUJISAN SPRING FES 2022）（2022年3月20日、山中湖交流プラザ きらら）[参照 34]
- 現体制ラストライブ（2022年8月7日、渋谷DAIA）[63]

## コミュニティ

### ファンサイト
- ♡まいにちほりえりほ♡ [参照 35]（2022年8月3日 - 2024年3月9日 Fantia）official fun club ※有料プラン／無料プランがある

### リリースイベント
- 雑誌『グラビアプレス』Vol.4 先行発売記念イベント（2022年10月12日 秋葉原：書泉ブックタワー9F）[64]
- DVD『むっちりほ』発売記念イベント（2022年11月13日 秋葉原：ソフマップAKIBA パソコン・デジタル館8F）[65]
- DVD『本気』発売記念イベント（2023年12月23日 秋葉原：ソフマップAKIBA アミューズメント館8F）[66]

### ゲームイベント
- ミシックヒーローズ（2023年1月10日 - 30日 IGG Japan）リリース記念 人気タレントバトル[参照 36]

## パチンコ・パチスロ

### キャンペーンガール
遊戯場の看板娘・広告塔・イメージガール。来店することもある。
- 竹原グループ[参照 37]山形県三店舗 応援サポーター[67]（2022年7月1日 - 2023年1月10日）TOPA天童店／SLOT ZERO東根店[68]／アミューズメント22店

### テレビ（パチンコ・パチスロ）
- パチンコ パチスロ エンタメ情報番組 パチFUN! 長野版（長野放送）
  - 『ぱち♡ラブ』コーナー（2022年1月 全4回）[参照 38]
  - 『トモパチ！』コーナー（2022年7月 全3回）[参照 39] 共演者：桃々さや
  - 『トモパチ！』コーナー（2022年10月 全4回）[参照 40] 共演者：ほしのしほ
  - 『トモパチ！』コーナー（2023年1月 全4回）[参照 41] 共演者：徳江かな
  - 『トモパチ！』コーナー（2023年5月 全4回）[参照 42] 共演者：原口つづく[74]

### Webテレビ（パチンコ・パチスロ）
- 777パチガブチャンネル [参照 43]
  - 堀江りほの『り・ほりっく』（2023年7月1日 - 出演中）[参照 3] ※自身初の冠番組
  - チャンネル内ゲスト [参照 44]

- JANBARI.TV※有料
  - 大勝ロマン（2023年5月17日 - 11月22日）[参照 45] 共演者：七瀬静香、フェアリン

### ブログ
- りほりんぱちかぶ１ねんせい（2023年11月6日 - 更新中）

### コンパニオン
遊戯場に来店して、司会・イベント・接客（サイン・ツーショット対応）などを行う
- 大阪府　 グランキコーナ泉佐野店（2022年2月13日 泉佐野市）関西トレンド書店 バレンタインイベント[75]
- 山形県　 TOPA天童店（2022年7月 - 12月 天童市）[76]／アミューズメント22店（2022年7月 - 12月 山形市）[77]

### イベント（パチンコ・パチスロ）
- ユニバーサルカーニバルｘサミーフェスティバル（2024年3月17日 東京ビッグサイト）ホールコンパニオン[78]
- KIBUN PACHI-PACHI パチパチ縁日（2024年7月20日 - 8月25日 お台場冒険王2024 ダイバーシティ東京）浴衣コンパニオン[79]